# 강지수 (기상 캐스터)
강지수(1990년 7월 14일 ~ )는 대한민국의 연합뉴스TV의 전 기상 캐스터이다.

## 학력
- 건국대학교 글로컬캠퍼스 신문방송학과

## 경력
- 연합뉴스TV 기상캐스터 2018-2025
- 2024파리올림픽 골프 캐스터